# Temporada de MotoGP de 2021
A Temporada do Campeonato Mundial de Motovelocidade de 2021 foi a 73ª edição do campeonato promovido pela F.I.M..
Na MotoGP, o campeão foi o francês Fabio Quartararo, que tornou-se o primeiro piloto de seu país a conquistar o título e o primeiro não-espanhol desde o australiano Casey Stoner em 2011. Na Moto2 e na Moto3, os vencedores foram o também australiano Remy Gardner e o espanhol Pedro Acosta, enquanto o título da MotoE foi conquistado por outro espanhol, Jordi Torres.
Esta temporada foi marcada pela aposentadoria do italiano Valentino Rossi e pela morte do suíço Jason Dupasquier após um grave acidente no treino de classificação para o GP da Itália.

## Calendário
| Prova                      | Data           | Grande Prêmio                          | Circuito                                                |
| -------------------------- | -------------- | -------------------------------------- | ------------------------------------------------------- |
| 1                          | 28 de março    | Grande Prêmio do Catar                 | Circuito Internacional de Lusail, Lusail                |
| 2                          | 04 de abril    | Grande Prêmio de Doha                  | Circuito Internacional de Lusail, Lusail                |
| 3                          | 18 de abril    | Grande Prêmio de Portugal              | Autódromo Internacional do Algarve, Portimão            |
| 4                          | 2 de maio      | Grande Prêmio da Espanha               | Circuito de Jerez, Jerez de la Frontera                 |
| 5                          | 16 de maio     | Grande Prêmio da França                | Circuito de Bugatti, Le Mans                            |
| 6                          | 30 de maio     | Grande Prêmio da Itália                | Mugello Circuit, Florença                               |
| 7                          | 6 de junho     | Grande Prêmio da Catalunha             | Circuito de Barcelona-Catalunha, Montmeló               |
| 8                          | 20 de junho    | Grande Prêmio da Alemanha              | Sachsenring, Hohenstein-Ernstthal                       |
| 9                          | 27 de junho    | Grande Prêmio dos Países Baixos        | TT Circuit Assen, Assen                                 |
| 10                         | 8 de agosto    | Grande Prêmio da Estíria               | Red Bull Ring, Spielberg                                |
| 11                         | 15 de agosto   | Grande Prêmio da Áustria               | Red Bull Ring, Spielberg                                |
| 12                         | 29 de agosto   | Grande Prêmio da Grã-Bretanha          | Circuito de Silverstone, Silverstone                    |
| 13                         | 12 de setembro | Grande Prêmio de Aragão                | Motorland Aragon, Alcañiz                               |
| 14                         | 19 de setembro | Grande Prêmio de San Marino            | Misano World Circuit Marco Simoncelli, Misano Adriatico |
| 15                         | 3 de outubro   | Grande Prêmio das Américas             | COTA, Austin                                            |
| 16                         | 31 de outubro  | Grande Prêmio da Malásia               | Circuito Internacional de Sepang, Selangor              |
| 17                         | 7 de novembro  | Grande Prêmio do Algarve               | Autódromo Internacional do Algarve, Portimão            |
| 18                         | 14 de novembro | Grande Prêmio da Comunidade Valenciana | Circuito Ricardo Tormo, Valência                        |
| Grandes Prêmios Cancelados |                |                                        |                                                         |
| –                          | 11 de julho    | Grande Prêmio da Finlândia             | Kymi Ring, Iitti                                        |
| –                          | 3 de outubro   | Grande Prêmio do Japão                 | Twin Ring Motegi, Motegi                                |
| –                          | –              | Grande Prêmio da República Argentina   | Autódromo Termas de Río Hondo, Santiago del Estero      |
| –                          | 24 de outubro  | Grande Prêmio da Austrália             | Phillip Island Grand Prix Circuit, Melbourne            |
| –                          | 17 de outubro  | Grande Prêmio da Tailândia             | Buriram International Circuit, Buriram                  |
| Fontes                     |                |                                        |                                                         |

## Resultados
| Prova | Grande Prémio                          | Vencedor MotoGP   | Vencedor Moto2        | Vencedor Moto3 | Vencedor MotoE*    | Relatório |
| ----- | -------------------------------------- | ----------------- | --------------------- | -------------- | ------------------ | --------- |
| 1     | Grande Prémio do Catar                 | Maverick Viñales  | Sam Lowes             | Jaume Masiá    |                    | Detalhes  |
| 2     | Grande Prémio de Doha                  | Fabio Quartararo  | Sam Lowes             | Pedro Acosta   | Detalhes           |           |
| 3     | Grande Prémio de Portugal              | Fabio Quartararo  | Raúl Fernández        | Pedro Acosta   | Detalhes           |           |
| 4     | Grande Prémio da Espanha               | Jack Miller       | Fabio Di Giannantonio | Pedro Acosta   | Alessandro Zaccone | Detalhes  |
| 5     | Grande Prémio da França                | Jack Miller       | Raúl Fernández        | Sergio García  | Eric Granado       | Detalhes  |
| 6     | Grande Prémio da Itália                | Fabio Quartararo  | Remy Gardner          | Dennis Foggia  |                    | Detalhes  |
| 7     | Grande Prémio da Catalunha             | Miguel Oliveira   | Remy Gardner          | Sergio García  | Miquel Pons        | Detalhes  |
| 8     | Grande Prémio da Alemanha              | Marc Márquez      | Remy Gardner          | Pedro Acosta   |                    | Detalhes  |
| 9     | Grande Prémio da Holanda               | Fabio Quartararo  | Raúl Fernández        | Dennis Foggia  | Eric Granado       | Detalhes  |
| 10    | Grande Prémio da Estíria               | Jorge Martín      | Marco Bezzecchi       | Pedro Acosta   |                    | Detalhes  |
| 11    | Grande Prémio da Áustria               | Brad Binder       | Raúl Fernández        | Sergio García  | Lukas Tulovic      | Detalhes  |
| 12    | Grande Prémio da Grã-Bretanha          | Fabio Quartararo  | Remy Gardner          | Romano Fenati  |                    | Detalhes  |
| 13    | Grande Prémio de Aragão                | Francesco Bagnaia | Raúl Fernández        | Dennis Foggia  | Detalhes           |           |
| 14    | Grande Prémio de San Marino            | Francesco Bagnaia | Raúl Fernández        | Dennis Foggia  | Jordi Torres       | Detalhes  |
| 14    | Grande Prémio de San Marino            | Francesco Bagnaia | Raúl Fernández        | Dennis Foggia  | Matteo Ferrari     | Detalhes  |
| 15    | Grande Prémio das Américas             | Marc Márquez      | Raúl Fernández        | Izán Guevara   |                    | Detalhes  |
| 16    | Grande Prêmio de Emília-Romanha        | Marc Márquez      | Sam Lowes             | Dennis Foggia  | Detalhes           |           |
| 17    | Grande Prémio do Algarve               | Francesco Bagnaia | Remy Gardner          | Pedro Acosta   | Detalhes           |           |
| 19    | Grande Prémio da Comunidade Valenciana | Francesco Bagnaia | Raúl Fernández        | Xavier Artigas | Detalhes           |           |

*Calendário MotoE composto apenas por 7 provas, incluindo uma dupla ronda em San Marino.